# Eduard Gans (politik)
Eduard Gans byl rakouský podnikatel a politik německé národnosti z Moravy; poslanec Moravského zemského sněmu.

## Biografie
Uvádí se jako továrník v Moravském Berouně. Šlo o továrnu na výšivky. Koncem 19. století se angažoval ve snahách města Moravský Beroun o založení měšťanské školy.
Koncem 19. století se zapojil i do vysoké politiky. V doplňovacích zemských volbách (místo poslance Johanna Schneidera) byl 21. listopadu 1899 zvolen na Moravský zemský sněm, za kurii městskou, obvod Dvorce, Libavá, Mor. Beroun, Budišov. V roce 1899 se uvádí jako kandidát národovecké Německé lidové strany.